# リンネル (雑誌)
リンネル（Liniere）は、宝島社が発売しているファッション＆ライフスタイル雑誌。2010年10月20日創刊。毎月20日発売の月刊女性誌。

## 概要
「ふわっとやさしいおしゃれ＆暮らしマガジン」をテーマに、心地いい暮らしやおしゃれを好む人にライフスタイル情報を発信。読者層は年齢に関係なく、「自分らしく丁寧な暮らし」「ナチュラルで心地いいおしゃれ」を大切にする10～70代まで幅広い世代に読まれているのが特徴。
自分自身が好きだと感じるものに囲まれて、日々を丁寧に暮らすことで満たされた時間を増やす。そんなリンネルが提案する世界観は、多くの支持を集め、新たに「暮らし系」と呼ばれるジャンルを確立した。
雑誌の特集は、ファッション、暮らし、美容、健康、食、カルチャー、旅など幅広いテーマを扱っている。
また、創刊当初より、生活の中の幸福感を大切にする「北欧」にスポットをあて、毎年10月20日発売の12月号は北欧を特集するのが恒例になっている。
料理や家事の達人たちが使って良かった暮らしのアイテムを紹介する「暮らしの道具大賞」も毎年恒例の企画として話題を集めている。
初夏や冬に「リンネル心地いい暮らしフェスタ」というオープンイベントを実施。誌面で活躍する俳優やタレント、モデル、キャラクターなどのスペシャルゲストが出演し、読者やファンからも注目度の高いイベントになっている。

## 略歴
ナチュラル系ファッションを紹介するムックとして2008年３月に発刊。
以降、『リンネル Home』や『リンネル Hair&Beauty』等の関連シリーズも発売し、全11冊を発売したタイミングで2010年10月に月刊化。
日本ABC協会による雑誌販売部数調査では、月刊女性ファッション雑誌部門で、2017年下半期（7～12月）に初の1位を獲得。以降、2019年上半期（１～６月）、2020年下半期（７～12月）、2021年下半期（７～12月）でも1位を獲得し、着実にファンを増やしている。
2021年に、公式Webサイト「リンネル.jp」を開設。
近年は、雑誌の販売にとどまらず新たな分野に事業を拡大している。
しまむら、リンネル、InRed（宝島社の女性誌）の共同開発ブランド「シーズンリーズン」や、シャンブルとの共同開発ブランド「ツクルアンドリン」、カーサ・プロジェクトと住宅「カーサリンネル」など、企業とコラボした商品開発・PRを行っている。
2024年には、オリジナル食品ブランド「リンネルパントリー」を誕生させ、食品ロス対策とおいしさの融合を目指した冷凍パンを発売。

## 関連情報

### 名前の由来
ナチュラル系ファッションの素材として好まれる麻（リネン）のフランス語Liniere（リンネル）からきている。

### 付録
毎号実用的で豪華な付録がついているのも『リンネル』の特徴。ムーミンやリサ・ラーソン、スヌーピー、ミッフィー、オサム、ミニオンズなどの人気キャラクターのほか、人気ブランドとコラボした付録を打ち出し、完売する号も続出。

### 関連雑誌
2014年3月に、40～50代（現在は50代）を対象にした姉妹雑誌『大人のおしゃれ手帖』を創刊。

## 過去の表紙女優・俳優
- 蒼井優
- 麻生久美子
- 有村架純
- 綾瀬はるか
- 杏
- 石原さとみ
- 上野樹里
- 夏帆
- 上白石萌音
- 河合優実
- 菊池亜希子
- 木村文乃
- 黒木華
- 小松菜奈
- 柴咲コウ
- 杉咲花
- 高橋一生
- 高畑充希
- 竹内結子
- 多部未華子
- 奈緒
- 永作博美
- 永野芽郁
- 二階堂ふみ
- 浜島直子
- 原田知世
- マイコ
- 松岡茉優
- 満島ひかり
- 美村里江
- 宮﨑あおい
- 吉岡里帆
- 吉田羊
- 吉高由里子